# Ringelai
Ringelai er en kommune i Landkreis Freyung-Grafenau i Regierungsbezirk Niederbayern i den tyske delstat Bayern.

## Geografi
Kommunen ligger i Region Donau-Wald i Bayerischer Wald, i bunden af den dybe dal Wolfsteiner Ohe. Ringelai ligger omkring 8 km vest for Freyung, 11 km sydøst for Grafenau, 18 km nordøst for Tittling og 33 km nord for Passau.

### Inddeling
I Ringelai Kommune ligger landsbyerne:
- Eckertsreut
- Kringing
- Kühbach
- Lichtenau
- Neidberg
- Poxreut
- Ringelai
- Wasching
- Waldbrunn
- Wamberg
- Wittersit
- Wolfertsreut

### Nabokommuner
- Perlesreut
- Hohenau
- Freyung